# Coupe de France des clubs de triathlon
La coupe de France des clubs de triathlon qui devient en 2004 après l’intégration du duathlon dans son organisation, la coupe de France des clubs de triathlon et de duathlon, est une compétition de triathlon créée en 1986 par le CONADET. L'épreuve a connu différents formats depuis sa création selon des règles d'attribution du titre diverses. Elle s'attribue au club, sur une compétition unique qui se déroule sous un format de contre-la-montre par équipe sur distance S. Tous les clubs de France peuvent s'engager et présenter des équipes masculines et féminines sur les diverses épreuves de triathlon et de duathlon, selon une réglementation qualificative définie. La rencontre nationale  se tient généralement en fin de saison d'été.

## Histoire

### 1986 - 1991: premières formules

#### Une coupe de France individuelle (1986-1987)
La coupe de France de triathlon est créée en 1986 par le CONADET comme un titre individuel et sur les deux catégories de distance A et B (équivalents des courte et longue distances modernes). Elle est attribuée au triathlète qui remporte l’épreuve finale et les clubs, n'existant pas ou peu à l'époque, ne sont pas pris en compte. Pour participer il faut faire partie des 300 meilleurs triathlètes du championnat de France et participer à la finale de la catégorie.
La première compétition se déroule à Lyon, le 7 septembre 1986 pour la catégorie B. Le premier podium consacre Georges Belaubre, après qu'Yves Cordier ait été pénalisé pour avoir manqué un aiguillage qui le fait arriver premier, et Laurent Boquillet pour les hommes. Chez les femmes, Chantal Malherbe remonte les sept minutes de retard qu'elle compte dans la partie natation sur Isabelle Mouthon et remporte la première place, Odile Lagarde complètant ce premier podium. La finale de la catégorie A se déroule à Nantes le 21 septembre 1986, Georges Belaubre récidive et remporte la coupe, alors que Béatrice Mouthon bat cette fois Chantal Malherbe. En 1987, les principes de la compétition restent inchangés.
| Année | Cat | Hommes           | Hommes             | Hommes             | Femmes           | Femmes            | Femmes             |
| Année | Cat | Médaille d'or    | Médaille d'argent  | Médaille de bronze | Médaille d'or    | Médaille d'argent | Médaille de bronze |
| ----- | --- | ---------------- | ------------------ | ------------------ | ---------------- | ----------------- | ------------------ |
| 1986  | A   | Georges Belaubre | Christophe Hervieu | Bertrand Malègue   | Isabelle Mouthon | Chantal Malherbe  | Béatrice Mouthon   |
| 1986  | B   | Georges Belaubre | Yves Cordier       | Laurent Boquillet  | Chantal Malherbe | Isabelle Mouthon  | Odile Lagarde      |
| 1987  | A   | ?                | ?                  | ?                  | ?                | ?                 | ?                  |
| 1987  | B   | ?                | ?                  | ?                  | ?                | ?                 | ?                  |

#### Ouverture aux clubs (1988-1989)
En 1988, au classement individuel s'ajoute un classement des clubs, sur la course de catégorie B seulement, alors que seules les équipes masculines sont concernées. Le premier podium club de la coupe de France consacre le CA Mantes la Jolie, devant Promo Sport Poissy et le Racing Club de France. Le système est identique pour 1989 mais la coupe se déroule dans la catégorie A (courte distance) à Autun.
| Année | Cat | Hommes           | Hommes            | Hommes             | Femmes                    | Femmes                    | Femmes                    |
| Année | Cat | Médaille d'or    | Médaille d'argent | Médaille de bronze | Médaille d'or             | Médaille d'argent         | Médaille de bronze        |
| ----- | --- | ---------------- | ----------------- | ------------------ | ------------------------- | ------------------------- | ------------------------- |
| 1988  | A   | ?                | ?                 | ?                  | ?                         | ?                         | ?                         |
| 1988  | B   | Karel Blondeel   | Grégoire Millet   | Patrick Girard     | Pas de classement féminin | Pas de classement féminin | Pas de classement féminin |
| 1989  | A   | Philippe Méthion | Didier Volckaert  | Patrick Girard     | Anne-Marie Rouchon        | Catherine Jay             | Béatrice Mouthon          |

#### Palmarès réservé aux clubs (1990)
La finale 1990 se tient à Vichy le 30 septembre et voit la mise en place d'un classement club féminin spécifique inexistant jusque-là et la création d'un podium mixte attribué à l'issue d'un calcul complexe. La course connait d'importants problèmes d'arbitrage et d'application des règles, qui poussent les autorités fédérales à la mise en place de réformes et ne permet pas de valider les résultats pour l’attribution du podium club mixte. La course consacre cependant le club de Poissy avec Patrick Girard et Philippe Méthion, respectivement premier et second pour le challenge hommes. Chez les femmes, le club de Vineuil est le premier à inscrire son nom au challenge féminin avec un triplé de son équipe composée d'Isabelle Mouthon, Sylvie Muguet et Béatrice Mouthon.
Sète reçoit l'édition suivante le 21 septembre 1991, les règles sont identiques et le podium individuel homme consacre les clubs de Salon triathlon et du Racing Club de France pour le trophée féminin. La coupe mixte est également attribuée au Racing Club de France.

### Depuis 1992: formule moderne
En 1992, la finale de la coupe de France propose une nouvelle formule sur courte distance uniquement. Celle-ci se déroule dans un format de contre-la-montre par équipe où le drafting (aspiration-abri) est autorisé, contrairement à toutes les habitudes historiques du triathlon. Les équipes sont composées de cinq triathlètes pour les hommes et de trois pour les femmes. Ce format collectif entraine la disparition du classement individuel et détermine le classement des challenges masculins et féminin. L’addition des meilleurs temps de chaque équipe du club détermine le podium club mixte.
Le premier podium de cette nouvelle formule est constitué de Poissy Triathlon, du Racing Club de France et du Voisin Tri Saint Quentin pour le challenge hommes. Le challenge féminin est remporté par le Racing Club de France, suivi d'Éveil Nautique Tri et de l'ASFAS Triathlon. Le classement mixte attribue le podium de la coupe au Racing Club de France, devant le CO Sèvres triathlon et le Tricastin TC. L'édition 1993 qui doit se tenir à Saint-Paul-Trois-Châteaux dans la Drôme est annulée en raison de conditions climatiques défavorables. La ville accueille finalement l'édition de 1994.

### 2004: intégration du duathlon
Depuis 2004, le duathlon a rejoint la compétition et la coupe de France des clubs de duathlon crée en 1994,, est attribuée lors de cette journée de rencontres sportives. La compétition prend le nom officiel de « Coupe de France des clubs de triathlon et duathlon ». Les règles de courses et les conditions de participation sont identiques pour les deux pratiques

### 2015: la rencontre des clubs de France
Les règles générales n'ont pas connu de changement notable depuis 1992. Les méthodes de classement connaissent quelques évolutions mineures. Le classement club hommes et femmes est abandonné et le résultat club combiné mixte devient plus simplement le classement général des clubs pour attribuer la coupe de France au club totalisant le meilleur temps général.  Des challenges vétérans et jeunes font également partie de la programmation de ces journées compétitives et se déroulent autour de la traditionnelle épreuve « élites ». 
La coupe de France devient au fil du temps la rencontre de fin de saison des clubs de triathlon et duathlon de France. Elle se pratique sur distance S pour les adultes et XS pour les jeunes. L'édition 2015 qui s'est tenue le 11 octobre à Nœud-les-mines est la 29e édition de cette compétition.

## Critères de qualification
Les critères de participation des clubs aux coupes de France de triathlon et de duathlon sont établies par la Fédération française de triathlon. Les équipes hommes ou femmes des clubs en première ou seconde division engagées dans le championnat de France des clubs de l'année en cours sont qualifiées d'office. Les cinq premières équipes hommes et femmes du palmarès des coupes de l'année précédente sont qualifiées également. Enfin les ligues régionales attribuent des qualifications aux clubs qui en font la demande selon un quota définie. De une à huit, selon le nombre de clubs et d'adhérents relevant de la ligue. Une quota supplémentaire pouvant être attribué aux ligues par la commission fédérale des grandes épreuves.

## Palmarès
Les tableaux présentent les résultats selon les évolutions de la réglementation des courses depuis la création de la coupe de France de triathlon pour les clubs, qui deviendra la coupe de France des clubs de triathlon et duathlon à partir de 2004.
- 1986 à 1987 : Classement individuel catégories A et B (pas de titre remis aux clubs)
- 1988 : classement individuel et classement club pour la catégorie B masculine uniquement
- 1989 : classement individuel et classement club masculin uniquement
- 1990 à 1991 : classement club masculin et féminin donnant le podium club mixte sur la distance A (CD ou M actuel) uniquement[n 3]
- Depuis 1992 : résultat challenge masculin et féminin donnant le podium de la coupe de France (sur un format contre la montre sur distance M puis S)

### 1988 - 1989
| Année | Hommes             | Hommes                | Hommes                |
| Année | Médaille d'or      | Médaille d'argent     | Médaille de bronze    |
| ----- | ------------------ | --------------------- | --------------------- |
| 1988  | CA Mantes la Ville | Promo sport Poissy    | Racing Club de France |
| 1989  | Poissy Triathlon   | Racing Club de France | Triathlé Vanne        |

### 1990 - 1991
| Année | Hommes           | Hommes            | Hommes                | Femmes                  | Femmes              | Femmes             | Combiné               | Combiné           | Combiné             |
| Année | Médaille d'or    | Médaille d'argent | Médaille de bronze    | Médaille d'or           | Médaille d'argent   | Médaille de bronze | Médaille d'or         | Médaille d'argent | Médaille de bronze  |
| ----- | ---------------- | ----------------- | --------------------- | ----------------------- | ------------------- | ------------------ | --------------------- | ----------------- | ------------------- |
| 1990  | Poissy Triathlon |                   |                       | Vineuil sport triathlon |                     |                    | Non attribué          | Non attribué      | Non attribué        |
| 1991  | Salon triathlon  | Poissy Triathlon  | Racing Club de France | Racing Club de France   | CO Sèvres triathlon | Salon triathlon    | Racing Club de France | Salon triathlon   | CO Sèvres triathlon |

### Depuis 1992
| 1992 | Mimizan                   | Racing Club de France   | CO Sèvres triathlon          | Tricastin TC                |                 |                 |
| 1993 | Saint-Paul-Trois-Châteaux | Épreuve annulée         | Épreuve annulée              | Épreuve annulée             | Épreuve annulée | Épreuve annulée |
| 1994 | Saint-Paul-Trois-Châteaux | TGV Saint Quentin       | Racing Club de France        | Triathl'Aix                 |                 |                 |
| 1995 | Beauvais                  | TGV Saint Quentin       | TC Boulogne Billancourt      | Racing Club de France       |                 |                 |
| 1996 | Ancône                    | TGV Saint Quentin       | Tricastin TC                 | TC Boulogne Billancourt     |                 |                 |
| 1997 | Sablé-sur-Sarthe          | Poissy Triathlon        |                              |                             |                 |                 |
| 1998 | Boulogne-Billancourt      | Beauvais Triathlon      | TC Boulogne Billancourt      | Tricastin TC                |                 |                 |
| 1999 | Vaulx-en-Velin            | Beauvais Triathlon      |                              |                             |                 |                 |
| 2000 | Épinal                    | Beauvais Triathlon      | Poissy Triathlon             | Échirolles Triathlon        |                 |                 |
| 2001 | Les Sables-d'Olonne       | Beauvais Triathlon      | Poissy Triathlon             | Échirolles Triathlon        |                 |                 |
| 2002 | Toulouse                  | Beauvais Triathlon      | Poissy Triathlon             | Montpellier Agglo triathlon |                 |                 |
| 2003 | Les Sables-d'Olonne       | Poissy Triathlon        | Beauvais Triathlon           | Sables Vendée               |                 |                 |
| 2004 | Vendôme                   | Poissy Triathlon        | Beauvais Triathlon           | Brive Limousin Triathlon    |                 |                 |
| 2005 | Châteauroux               | Poissy Triathlon        | Beauvais Triathlon           | Montpellier Triathlon       |                 |                 |
| 2006 | Châteauroux               | Beauvais Triathlon      | Poissy Triathlon             | Montpellier Triathlon       |                 |                 |
| 2007 | Châteauroux               | Beauvais Triathlon      | Poissy Triathlon             | Saint-Étienne Triathlon 42  |                 |                 |
| 2008 | Gruissan                  | Beauvais Triathlon      | Poissy Triathlon             | TCG 79 Parthenay            |                 |                 |
| 2009 | Gruissan                  | Beauvais Triathlon      | Poissy Triathlon             | TCG 79 Parthenay            |                 |                 |
| 2010 | Parthenay                 | Beauvais Triathlon      | Poissy Triathlon             | TCG 79 Parthenay            |                 |                 |
| 2011 | Parthenay                 | Poissy Triathlon        | Lagadère Paris Racing        | Saint-Raphaël Triathlon     |                 |                 |
| 2012 | Châteauroux               | Poissy Triathlon        | Saint-Raphaël triathlon      | TCG 79 Parthenay            |                 |                 |
| 2013 | L'Aiguillon-sur-Mer       | Poissy Triathlon        | TCG 79 Parthenay             | Saint-Raphaël Triathlon     |                 |                 |
| 2014 | L'Aiguillon-sur-Mer       | TCG 79 Parthenay        | Poissy Triathlon             | Issy Triathlon              |                 |                 |
| 2015 | Nœux-les-Mines            | Saint-Raphaël Triathlon | Issy triathlon               | TCG 79 Parthenay            |                 |                 |
| 2016 | Mouilleron-le-Captif      | Poissy Triathlon        | Issy triathlon               | TCG 79 Parthenay            |                 |                 |
| 2017 | L'Aiguillon-sur-Mer       | Metz Triathlon          | La Rochelle Triathlon        | Poissy Triathlon            |                 |                 |
| 2018 | Montceau-les-Mines        | Metz Triathlon          | Poissy Triathlon             | Issy Triathlon              |                 |                 |
| 2019 | Montluçon                 | Poissy Triathlon        | Tricastion Triathlon         | Sardines Triathlon          |                 |                 |
| 2020 | Les Herbiers              | Poissy Triathlon        | Metz Triathlon               | Triathlon Club Liévin       |                 |                 |
| 2021 | Muret                     | Poissy Triathlon        | Triathlon Toulouse Métropole | Montpellier Triathlon       |                 |                 |
| 2022 | Saint-Pierre-d'Albigny    | La Rochelle Triathlon   | Chambéry Triathlon           | Beauvais Triathlon          |                 |                 |